# Entrepôt royal
L'Entrepôt royal (aussi appelé Entrepôt B ou Entrepôt public) est un bâtiment conçu au début du XXe siècle par l'architecte Ernest Van Humbeek. Il est situé à Bruxelles sur le site de Tour et Taxis.
Dans les années 2010, l'ancien quartier industriel fait l'objet d'une campagne de revitalisation et l'Entrepôt royal est reconverti en centre commercial, bureaux et lieu d'exposition.

## Histoire
L'Entrepôt royal est conçu par l’architecte Ernest Van Humbeeck et l’ingénieur Jules Zone en 1903. Sa construction, menée par l’entreprise Louis De Waele, démarre en 1904 et s'achève en 1906. Le bâtiment était dédié à l'entrepôt de biens en attente de dédouanement. Les trains entraient par la façade nord, un système les déchargeait et plaçait les containers dans des loges d'entreposage. Tout le bâtiment industriel était électrifié, une innovation pour l'époque.

## Description
La structure de l'Entrepôt royal est en béton armé selon le procédé Hennebique, une nouveauté en Belgique au moment de sa construction.

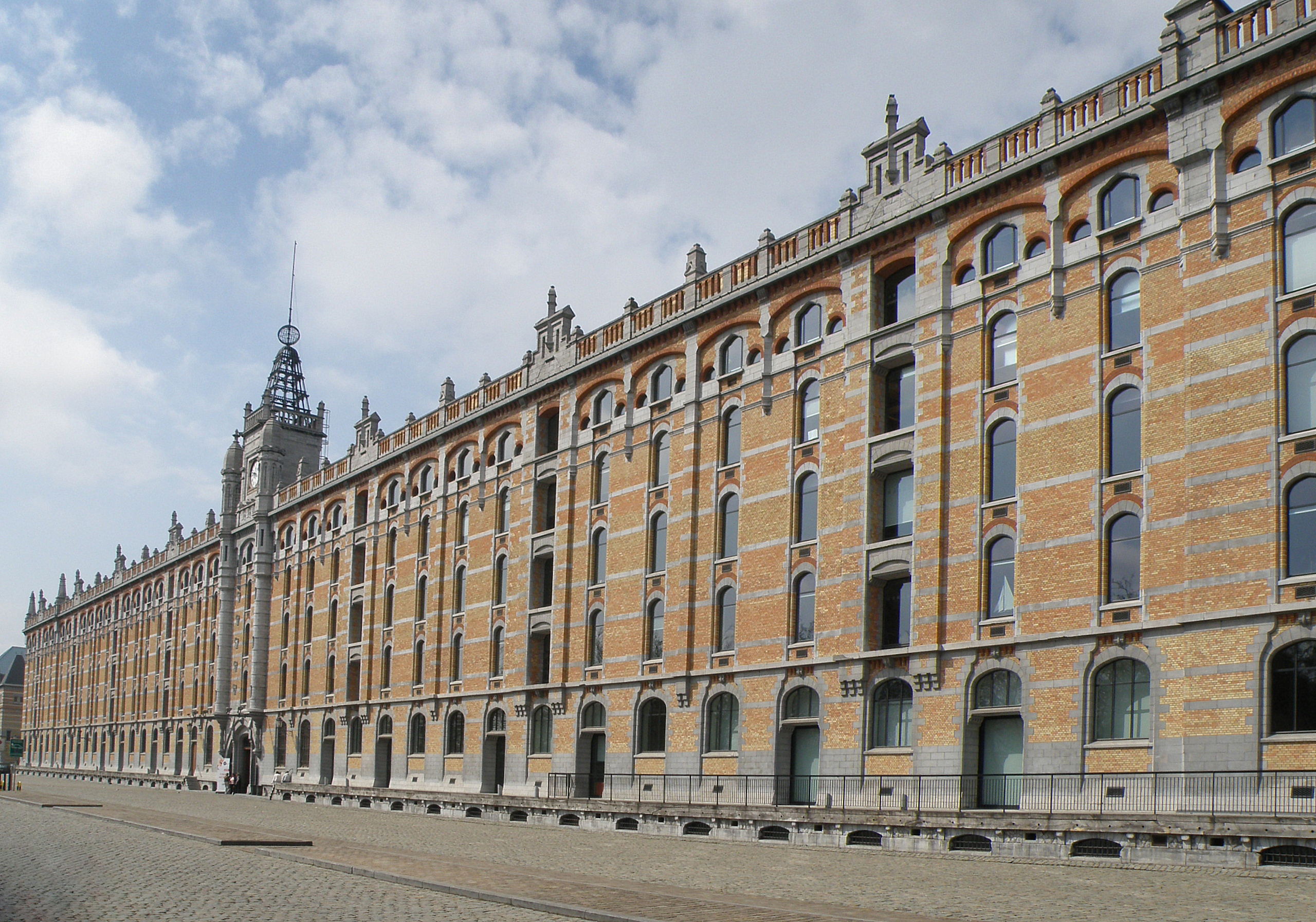
Façade principale du bâtiment
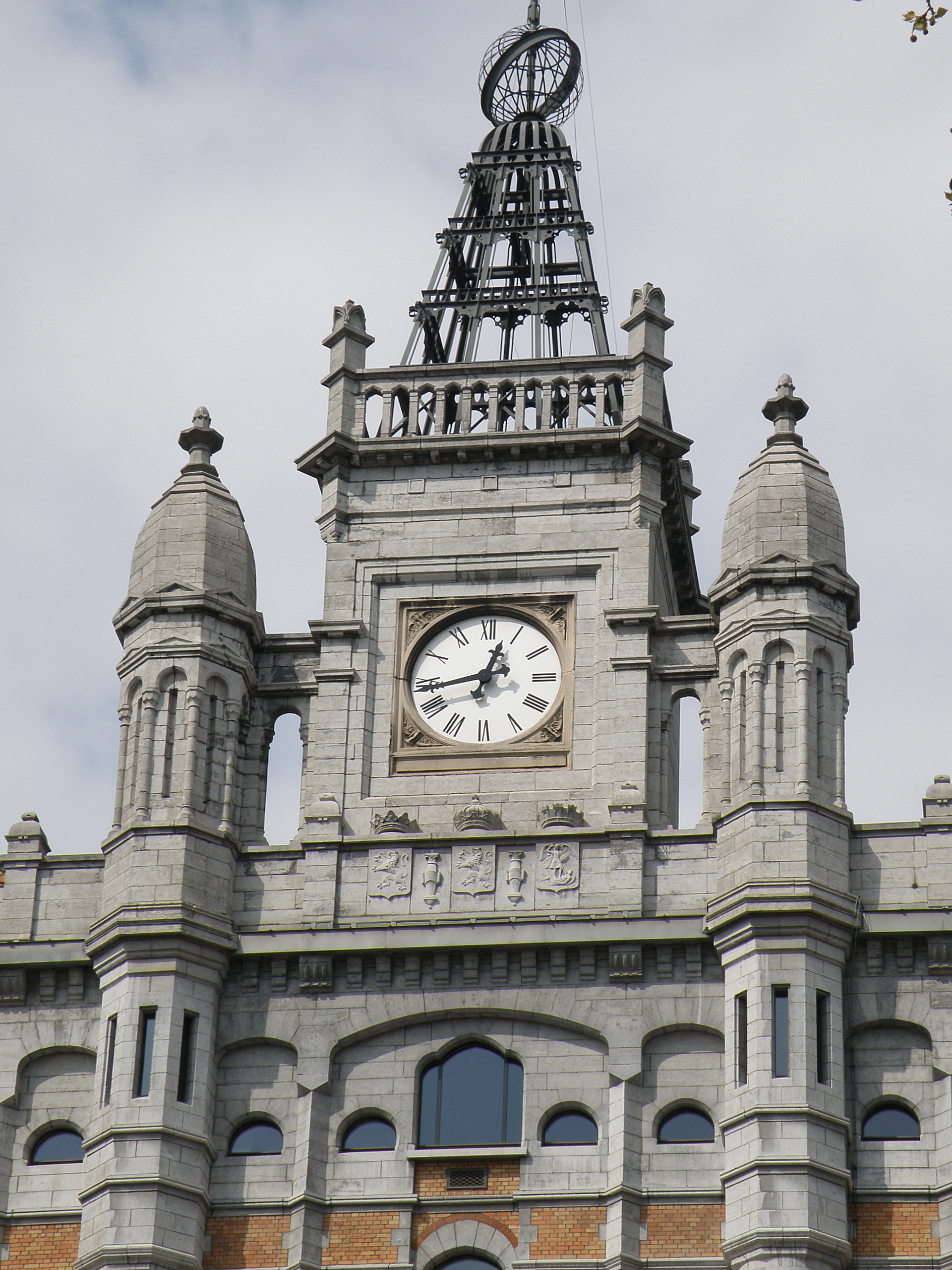
Tour à horloge de la travée centrale
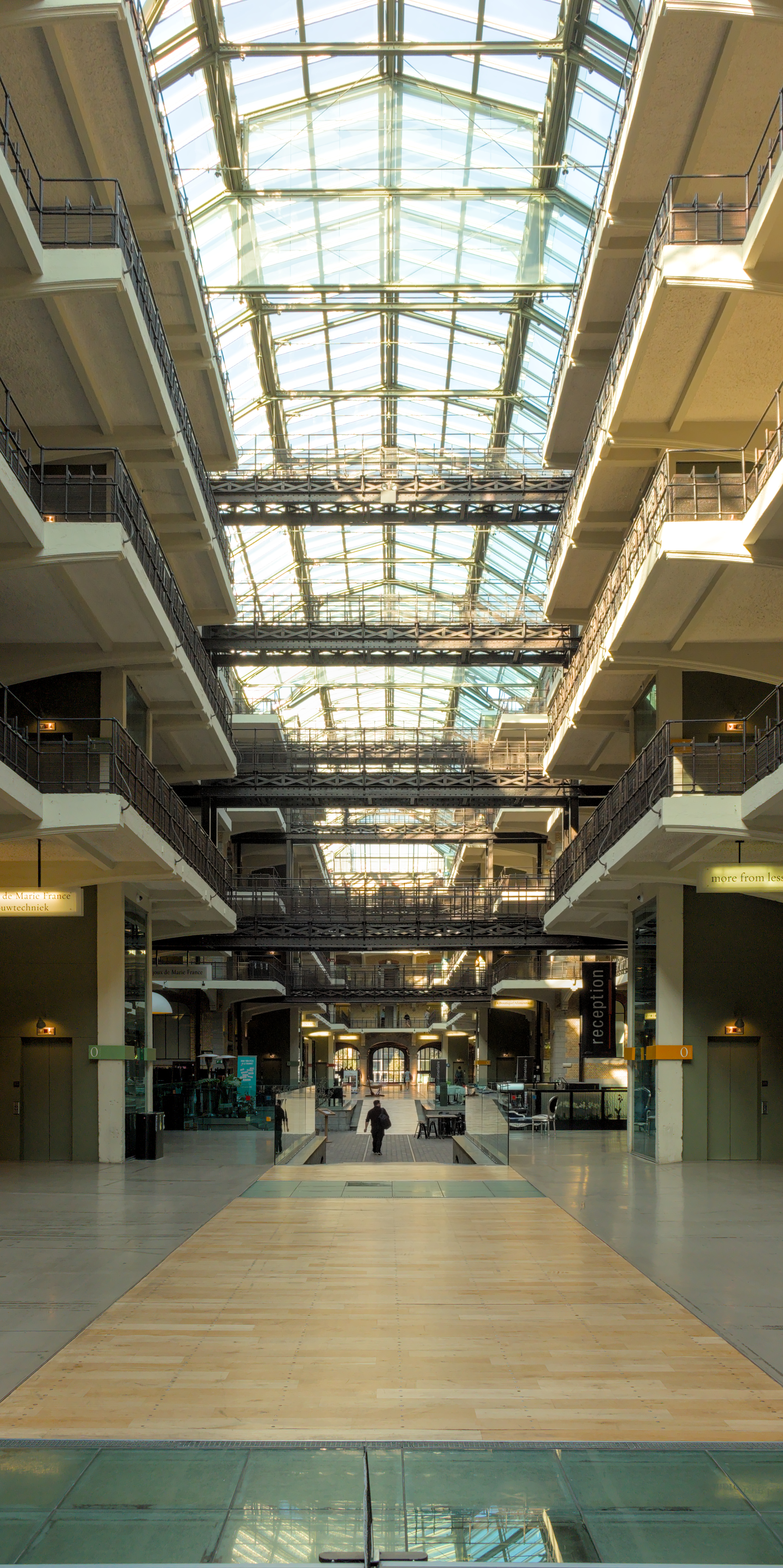
Intérieur du bâtiment